# Johann Ulrich Mands
Johann Ulrich Mands (ou Mahns) est un orfèvre d'argenterie (Silberarbeiter) actif à Strasbourg au XVIIIe siècle.

## Biographie
Il est reçu maître en 1740.

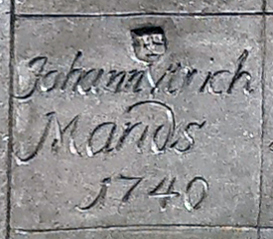
Poinçon et date sur la table d'insculpation des orfèvres strasbourgeois.

Jean Regnard Burand fut l'un de ses apprentis.

## Œuvre

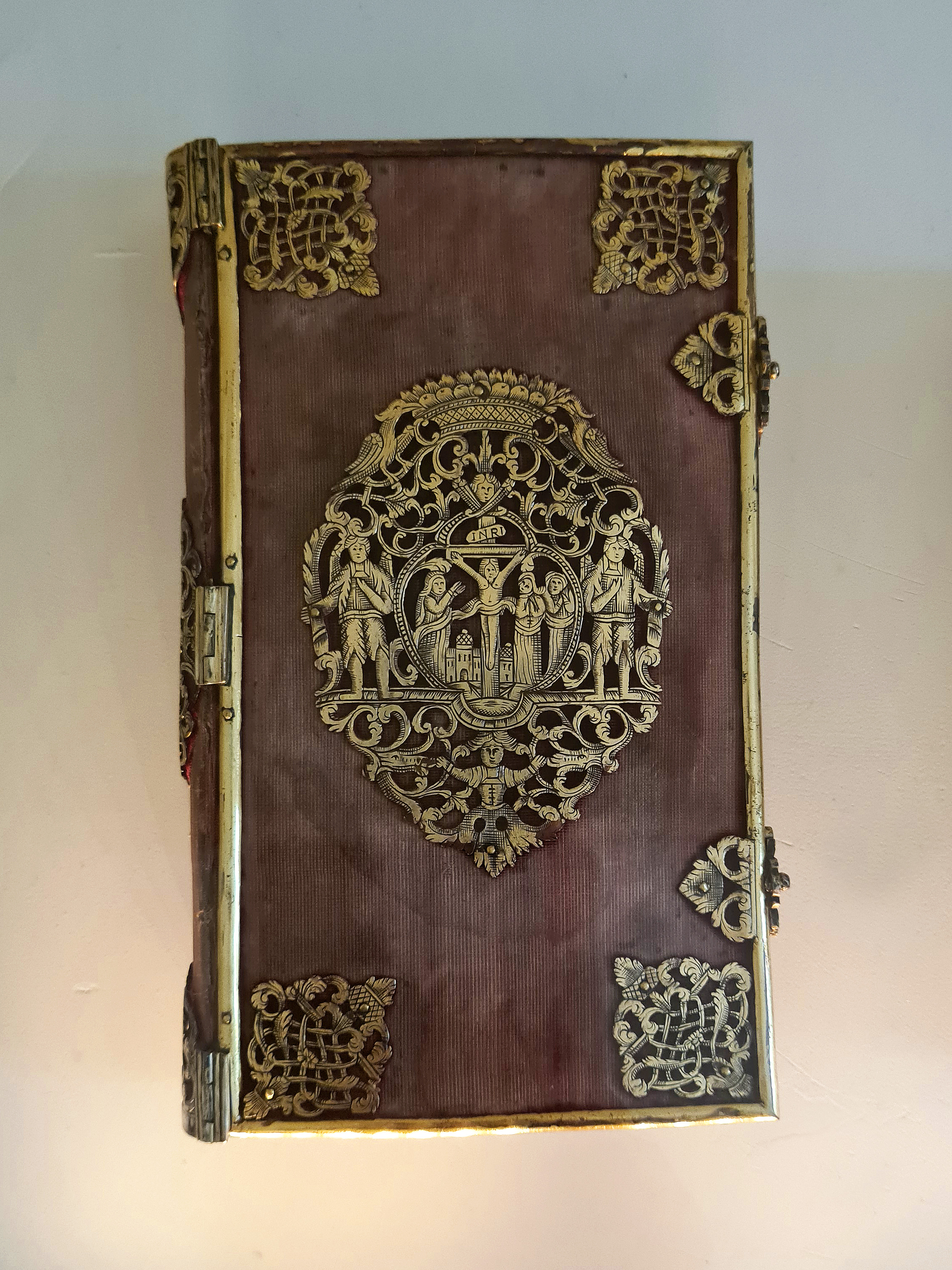
Reliure d'un livre de cantiques.

Vers 1746 il réalise la reliure d'un livre de cantiques en velours de soie cramoisi, doté d'un encadrement en argent doré pour les plats. Au centre, un décor de rinceaux en argent doré, ajouré, gravé et ciselé entoure un cartouche quadrilobé enserrant La Crucifixion à l'avant et La Résurrection à l'arrière.
Les reliures de livres de cantiques étaient des objets typiquement strasbourgeois, le plus souvent offerts aux épouses le jour de leur mariage, en harmonie avec leurs somptueuses robes de velours ciselé et d'or.
La pièce de Mands est conservée au musée des Arts décoratifs de Strasbourg.